# Narodowy Uniwersytet Biozasobów i Zarządzania Naturą Ukrainy
Narodowy Uniwersytet Biozasobów i Zarządzania Naturą Ukrainy (ukr. Національний університет біоресурсів і природокористування України) – ukraińska uczelnia o profilu rolniczym w Kijowie. Główny kampus mieści się na obszarze Parku Narodowego „Hołosijiwski”.

## Historia
Uczelnia została założona w 1898 roku jako wydział rolniczy Politechniki Kijowskiej (ukr. Сільськогосподарське відділення Київського політехнічного інституту). W latach 1915–1917 Politechnika Kijowska, podobnie jak wiele innych instytucji szkolnictwa wyższego, nie funkcjonowała. Studia kontynuowane na Politechnice w 1918 roku. 1 września 1922 roku otrzymała nazwę Kijowski Instytut Rolniczy im. Ch.Rakowskiego (Київський сільськогосподарський інститут ім. Х. Раковського, КСГІ). Od 1954 do 1992 uczelnia nazywała się Ukraińska Akademia Rolnicza (ukr. Українська сільськогосподарська академія, УСГА). W 1992 został przemianowany na Ukraiński Państwowy Uniwersytet Rolniczy (Український державний аграрний університет, УДАУ). W latach 1994–2008 nosił nazwę Narodowy Uniwersytet Rolniczy (ukr. Національний аграрний університет, НАУ). Na jego bazie Decyzją Rady Ministrów Ukrainy w 2008 utworzono Narodowy Uniwersytet Biozasobów i Zarządzania Naturą Ukrainy (ukr. Національний університет біоресурсів і природокористування України, НУБіП України). 
W latach 2009–2014 miał status autonomicznej uczelni badawczej.